# キンダーフェスティバル
キンダーフェスティバルは、近畿地方の幼稚園・保育園児童が参加する合同のお遊戯会として1975年から2011年まで、関西テレビ放送（カンテレ）が主催、ハウス食品が特別協賛し「ハウスバーモントカレースペシャル」の冠題名で開催したイベントである。
当初は西宮球場、2002年に西宮球場が閉鎖されてからは、大阪ドーム（現・京セラドーム大阪）に舞台を移し、概ね6月に開催、7月の週末に関西テレビで放送（関西ローカル）されていた。
このイベントは主に大阪府と兵庫県を中心とした関西テレビのサービスエリアとなる近畿地方の私立幼稚園・保育園に通う園児と、その引率の先生、保護者らが参加するもので、マスゲームやダンス、合唱などのパフォーマンスを展開、また、「賛助出場」として箕面自由学園高等学校のチアリーダー部によるチアリーディング・チアダンスや、近畿地方の高校・大学・警察・消防のブラスバンド部、カラーガード隊などによる演奏・パフォーマンスなどのゲストコーナーが行われていた。
しかし、2011年の開催をもって、36年間・通算35回にわたって行われたイベントが終了した。